# Copacabana (Bolívia)
Copacabana és una petita ciutat boliviana molt propera al Llac Titicaca, i capital de la província de Manco Kapac del departament de La Paz.